# جامعة خاركوف للاقتصاد والقانون
جامعة خاركوف للاقتصاد والقانون مؤسسة تعليم عالي أوكرانية، (بالأوكرانية: Харківський економіко-правовий університет) هي جامعة تقع في خاركيف أوبلاست، أوكرانيا. تأسست هذه الجامعة في سنة 1999